# Himalayaboslijster
De himalayaboslijster (Zoothera salimalii) is een zangvogel uit de familie Turdidae (lijsters). De soort is in 2016 geldig als aparte soort beschreven door Per Alström et al. De vogel is vernoemd naar de Indiase vogelkundige Salim Ali.

## Kenmerken en taxonomie
De vogel is 25 tot 27 cm lang en lijkt sterk op de himalayalijster (Z. mollissima). Alleen de snavel is langer en breder en meer gebogen. Deze lijster is grijsbruin van boven en roomkleurig van onder met donkere schubvormige vlekken. Het holotype van deze vogel werd reeds op 24 januari 1956 verzameld en behoorde tot de collectie van het zoölogische museum van de Universiteit van Michigan. Uitgebreid veld- en laboratoriumonderzoek door het team van Per Alström, waarbij verenkleed, de zang en het DNA werden onderzocht van een aantal verwante lijstersoorten, wees uit dat hier sprake was van een aparte soort.

## Verspreiding
De soort komt voor in het noordoosten van India (West-Bengalen en Arunachal Pradesh) en het zuiden van China (Yunnan). De leefgebieden liggen in half open, montaan bosgebied afgewisseld met grasland en struikgewas in rotsig bergland tussen de 1440 en 3800 meter boven zeeniveau.

## Status
De grootte van de wereldpopulatie is niet gekwantificeerd. Men veronderstelt dat de soort in aantal stabiel is. Om deze redenen staat de himalayaboslijster als niet bedreigd op de Rode Lijst van de IUCN.